# 王儀涵
王 儀涵（おう ぎかん、ワン・イーハン、Wang Yihan、1988年1月18日 –）は、中華人民共和国のバドミントン選手。2011年世界選手権女子シングルス金メダリスト。ロンドンオリンピック女子シングルス銀メダリスト。

## 経歴
上海市出身。9歳の時にバドミントンを始め、2003年に上海市チーム入り。2005年に中国代表チーム入り。
2006年、ワールドカップで世界選手権金メダリストの謝杏芳を破って優勝。10月の世界ジュニア選手権ではインドのサイナ・ネワールに勝利し、金メダルを獲得。2008年9月にヨネックスオープンジャパンの決勝で香港の周蜜に勝ち、スーパシリーズの大会で初めて優勝する。2009年は3月の全英オープン初優勝、ヨネックスオープンジャパンで2連覇等の好成績を残し、世界ランキングが1位となる。
2011年、ロンドンで行われた世界選手権決勝で台湾の鄭韶婕を破って金メダルを獲得。2012年のロンドンオリンピックでは、決勝で同じ中国の新鋭、李雪芮に1-2（15-21、23-21、17-21）で敗れ、銀メダルを獲得。
2016年、リオデジャネイロオリンピックの準々決勝で、インドのシンドゥ・プサルラに20-22、19-21で敗れた。